# Yurihonjō, Akita
Yurihonjō (由利本荘市 Yurihonjō-shi) là một thành phố thuộc tỉnh Akita, Nhật Bản.